# سن بشري
تتمثَّل وظيفة السِّن البَشَرِيّ في تحطيم جزيئات الطعام ميكانيكيَّاً عبر تقطيعه وتحطيمه أثناء عمليّة تحضير الطعام للبلع والهضم. يمتلك البشر أربعة أنماط من الأسنان: القواطع والأنياب والضواحك والأرحاء يمتلك كل نمط منها وظيفة خاصة، فتقوم القواطع بتقطيع الطعام بينما تقوم الأنياب بتمزيق الطعام أما الضواحك والأرحاء فتقوم بطحن الطعام. تنغرس جذور الأسنان في عظمي الفك العلويّ Maxilla والفك السفليّ Mandibular وتغطيها اللثة gingiva. يتألف السن من عدة أنسجة متنوّعة الكثافة والصلابة.
تُمثلُ الأسنان أحد أكثر الصفات تميُّزاً (وطولاً في الأمد) في أنواع الثدييات. والبشر كما بقيّة الثدييات ثنائيّةُ التَسنُّن ما يعني أنها تُطوُّر مجموعتين من الأسنان. تبدأ المجموعة الأولى (تُدعى أسنان الطفل أو اللبنيّة أو الأوليّة أو الساقطة deciduous) بالظهور في عمر ستة أشهر، على الرغم من أن بعض الأطفال يُولَدون بسن واحد ظاهر أو أكثر، تُدعَى هذه الأسنان باسم الأسنان الولاديّة. تُدعى عمليّة ظهور الأسنان الطبيعيّة التي تحدث في الشهر السادس من العمر بعمليّة التَّسَنين

## تشريحيّاً
التشريح السِّنِيّ أو تشريح الأسنان هو أحد مجالات علم التشريح المتخصصة بدراسة بنية السن، كما تتضمن دراسة تطوّر الأسنان وظهورها وتصنيفها، إلا أن مواضيع إطباق الأسنان والتواصل بين الأسنان ليست ضمن مجال دراسة هذا المجال. التشريح السنيّ علمٌ تصنيفيّ أيضاً وذلك بسبب اهتمامه بتسمية الأسنان وبُناها. تخدم هذه المعلومات عمليّاً أطباء الأسنان، حيث تُمكِّنُهم من التعرُّف بسهولة على الأسنان وبنيتها خلال علاجها.
التاج التشريحيّ للسن هو المنطقة المنحنية في المينا فوق الوصل المِلَاطِيّ المينائيّ (Cementoenamel junction اختصاراً CEJ) أو «عنق» السنّ. ويتألف معظم التاج من العاج وداخله حجرات لُبيّة. جديرٌ بالذكر أن التاج يتواجد داخل العظم قبل البزوغ السنّيّ، وبعد البزوغ يُصبح التاج ظاهراً بمعظمه. بينما يتواجد الجذر التشريحيّ تحت الوصل الملاطيّ المينائيّ ويُغطَّى هذا الجذر بالمِلَاط، وكما هو الحال في التاج، يتألف الجذر بمُعظَمِهِ من العاج، ويمتلك داخله قنوات لُبيّة. قد يكون للسن جذر واحد (سن أحادي الجذر) أو عدة جذور. تمتلك الأنياب والضواحك باستثناء الضواحك الأولى العلويّة، تمتلك عادةً جذراً واحداً. بينما تمتلك الضواحك الأولى العلويّة والأرحاء السفليّة جذرين. بينما تمتلك الأرحاء العلويّة ثلاث جذور. يُشار إلى الجذور الإضافيّة عادةً بمسمَّى الجذور الزائدة.
يمتلك البشر عشرينَ سنَّاً أوليَّاً (ساقطة، أو لبنيّة) واثنين وثلاثين سنَّاً (عند البالغين). تُصَنَّف الأسنان إلى قواطع وأنياب وضواحك (ثنائيّة الشُرَف)، وأرحاء (أضراس). تُستخدم القواطع لتقطيع الطعام إلى قطع بشكل رئيسيّ كما يحدث عند تقطيع الجزر النيء أو التفاح المُقشَّر أو الموز غير المُقطَّع، بينما تُستخدم الأرحاء بشكل رئيسيّ لطحن الأطعمة بعد تقطيعها إلى قطع صغيرة داخل الفم.
يتميَّز كل نوع من أنواع الأسنان عن الآخر بمعالم مُحدَّدة. هناك ثلاثة أنظمة مختلفة لأنظمة الترقيم بغية الإشارة إلى سنّ معيّن. الأنظمة الثلاث الأكثر شيوعاً هي ترقيم الاتحاد الدولي لطب الأسنان (بالإنجليزية: World Dental Federation notation، اختصاراً FDI) ونظام الترقيم العالميّ (بالإنجليزية: the universal numbering system) وطريقة تدوين بالمر (بالإنجليزية: Palmer notation method). يُستخدم نظام ترقيم الاتحاد الدولي لطب الأسنان FDI في جميع أنحاء العالم، بينما يُستخدم نظام الترقيم العالميّ بشكل واسع في الولايات المتحدة.

### الأسنان الأوليّة
يحتوي الفك العلويّ على عشرة أسنان ساقطة (أوليّة) ويحتوي الفكّ السفليّ على عشرة أيضاً، وبالمجموع يكون لدى الإنسان عشرين سنَّاً لبنيّاً. والصيغة السنيّة للأسنان الأوليّة هي {\displaystyle {\tfrac {2.1.0.2}{2.1.0.2}}}.
في المجموعة الأوليّة من الأسنان، هناك نمطان من القواطع مركزيّة ووحشيّة، ونمطان من الأرحاء أوليّة وثانويّة. ستُستبدَل جميع الأسنان الأوليّة طبيعيّاً فيما بعد بأسنان دائمة مُقابلة.

### الأسنان الدائمة
بعد ظهور الأسنان الدائمة بشكل كامل، يحتوي الفكّ العلويّ على ستة عشر سنَّاً، والفكّ السفليّ على ستة عشر سنَّاً، وبالمجموع يكون هناك اثنين وثلاثين سنَّاً. وتكون الصيغة السنيّة {\displaystyle {\tfrac {2.1.2.3}{2.1.2.3}}}.
تُسمَّى الأسنان الفكيّة العلويّة بالترتيب الآتي (يُستعاض عن «العلويّة» بـ«الفكيّة العلويّة»): القاطعة المركزيّة العلويّة والقاطعة الوحشيّة العلويّة والناب العلويّ والضاحكة الأولى العلويّة والضاحكة الثانية العلويّة والرحى الأولى العلويّة والرحى الثانية العلويّة والرحى الثالثة العلويّة. أما الأسنان الفكيّة السفليّة فهي بالترتيب (يُستعاض كذلك عن «السفليّة» بـ«الفكيّة السفليّة»): القاطعة المركزيّة السفليّة والقاطعة الوحشيّة السفليّة والناب السفليّ والضاحكة الأولى السفليّة والضاحكة الثانية السفليّة والرحى الأولى السفليّة والرحى الثانية السفليّة والرحى الثالثة السفليّة. تُدعى عادةً الأرحاء الثالثة (العلويّة والسفليّة) بـ"أسنان العقل" ومن الممكن ألَّا تبزغ هذه الأسنان في الفم أو قد لا تتشكَّل حتى على الإطلاق. إذا ما تشكَّل سنٌّ إضافيّ، مثلاً أرحاء رابعة أو خامسة، وهي حالة نادرة فيُشار إليها بزيادة عدد الأسنان (hyperdontia). بينما تُدعى حالة تطوّر أسنان أقلّ عدداً من عدد الأسنان المُعتاد بنقص الأسنان (hypodontia).

## أجزاء

### المينا
المينا أقسى وأكثر المواد تمعدُنَاً في الجسم. (المينا) أحد الأنسجة الأربعة الرئيسيّة التي تُشكِّل السنّ بالإضافة إلى العاج والمِلَاط والحجرة اللبيّة. يكون المينا عادةً مرئيَّاً ويُدعم من العاج الواقع أعمق منه. يتألف 96% من المينا من المعدن، بالإضافة إلى مياه ومواد عضويّة تُشكِّل ما تبقَّى منه. يتنوَّع لون المينا الطبيعيّ من الأصفر الكاشف إلى الأبيض الرماديّ. عند حواف الأسنان لا يوجد أي عاج مُبطّن للمينا، ويكون اللون عادةً مائلاً إلى الأزرق قليلاً. وبما أن طبقة المينا شبه شفَّافة، فإن لون العاج وأي مادة سنيّة ترميميّة تحت المينا تؤثّر بشكل كبير على مظهر السنّ. يتنوّع المينا في ثخانته على سطح السنّ وغالباً يكون أثخن جزء منه على أعتاب السنّ ويصل حتى 2.5 مم أما الجزء الأرقّ فهو عند الحافة والتي تُرى سريريّاً كوصل مِلاطِيّ مينائيّ CEJ. يُدعى معدّل تآكل المينا بالانسحال وهو 8 ميكرومتر كل عام بسبب العوامل الطبيعيّة.[بحاجة لمصدر]
المعدن الأساسيّ للمينا هو هيدروكسيل أباتيت وهو فوسفات الكالسيوم بلوريّ. توجد كمية كبيرة من المعادن في المينا لا لقوتها فقط بل لهشاشتها أيضاً. أما العاج وهو الأقل تمعدناً وهشاشةً، يُعوِّضُ المينا وهو ضروريّ لدوره الداعم. وعلى عكس العاج والعظام، فإن المينا لا يحتوي على الكولاجين. البروتينات المُلاحظ وجودها في تطوُّر المينا هي بروتينات الأميلو بلاستين والأميلوجين والإيناميلين والتوفتيلين. يُعتقد أن هذه البروتينات تُساعد في تطوّر المينا عبر دورها كشبكة إطاريّة داعمة، من بين وظائفها أخرى.

### العاج
العاج مادة تتوضع بين المينا والمِلَاط والحجرة اللبيّة. يُفرَز العاج من خلايا odontoblast أرومة العاج في الحجرة السنيّة. تُعرف عملية تشكيل العاج بمصطلح dentinogenesis أي تشكّل العاج. يتكوّن العاج، وهي مادة صفراء اللون ومساميّة من 70% من المواد غير العضوية و 20% من المواد العضويّة و 10% من الماء من ناحية الوزن. ولأن العاج أرق من المينا، فإن العاج يتحلَّل بسرعة أكبر وكذلك يتجوّف (تتشكَّل داخله أجواف) بشكل كبير (حاد) إذا لم يُعالج بشكل صحيح في حالة إصابته، ولكن رغم ما سبق إلا أن العاج يعمل كطبقة واقية وداعمة لتاج السن.
العاج نسيجٌ ضام متمعدن بالإضافة إلى مصفوفة عضويّة من بروتينات الكولاجيناز. يمتلك العاج قنوات مجهريّة (صغيرة لدرجة لا يُمكن رؤيتها إلى بالمجهر) تُدعى النُبيبات العاجيّة وهي تتشعع نحو الخارج عبر العاج من الجوف اللُّبيّ إلى العاج الخارجيّ أو حافة المينا. يتراوح قطر تلك النُبيبات بين 2.5 ميكرومتر بالقرب من اللُّب حتّى 1.2 ميكرومتر في منتصف الطريق ويصل حتى 900 نانومتر أي 0.9 ميكرومتر بالقرب من الوصل العاجيّ المينائيّ. على الرغم من أن هذه النبيبات تمتلك فروع جانبيّة، فإن هذه النُبيبات لا تتقاطع مع بعضها بعضاً. ويتحدّد طولها بنصف قطر السنّ. ويتحدَّد التكوين ثلاثيّ الأبعاد للنُبيبات العاجيّة وراثيَّاً.

### الملاط
المِلَاط مادة شبه عظميّة تُغطّي جذر السنّ. يتكوّن الملاط بنسبة 45% من مواد غير عضويّة (بشكل رئيسيّ هيدروكسي أباتيت) و 33% من مواد عضويّة (الكولاجين بشكل رئيسيّ) و 22% مياه. يُفرز المِلَاط من خلايا أرومة الملاط الموجودة داخل جذر السن، ويكون الملاط أثخن ما يكون عند قمّة الجذر السنيّ. تلوُّنه أصفر، وهو أرقّ من العاج والمينا. الدور الرئيسي للمِلَاط هو الوسيط الذي يمكن للأربطة الداعمة للسنّ أن ترتبط به لتحقيق ثباتيّة السنّ. عند الوصل الملاطي المينائي، يكون الملاط عديم الخلايا وذلك بسبب نقص المكوّنات الخلويّة، وهذا النمط من انعدام الخلايا يغطّي قرابة ثلثي (على الأقل) جذر السن. بينما يغطّي الملاط الخلويّ حوالي ثلث قمة الجذر، وهذا الشكلّ (الملاط الخلويّ) هو الجزء النفوذ من الملاط.

### اللب
لب السنّ هو الجزء المركزي من السنّ، وهو ممتلئ بأنسجة ضامّة رخوة. يحتوي هذا النسيج على أوعية دموية وأعصاب تدخل السن من حفرة عند قمة جذر السن. على طول الحافة بين العاج واللُّب تتوضّع الأرومات العاجيّة التي تبدأ بتشكيل العاج. هناك أيضاً خلايا أخرى توجد ضمن اللُّب كأرومات الليف والبالعات والخلايا اللمفية التائية. يُدعى اللُّب بشكل شائع بين الناس بـ«عصب» السن.

## التطور

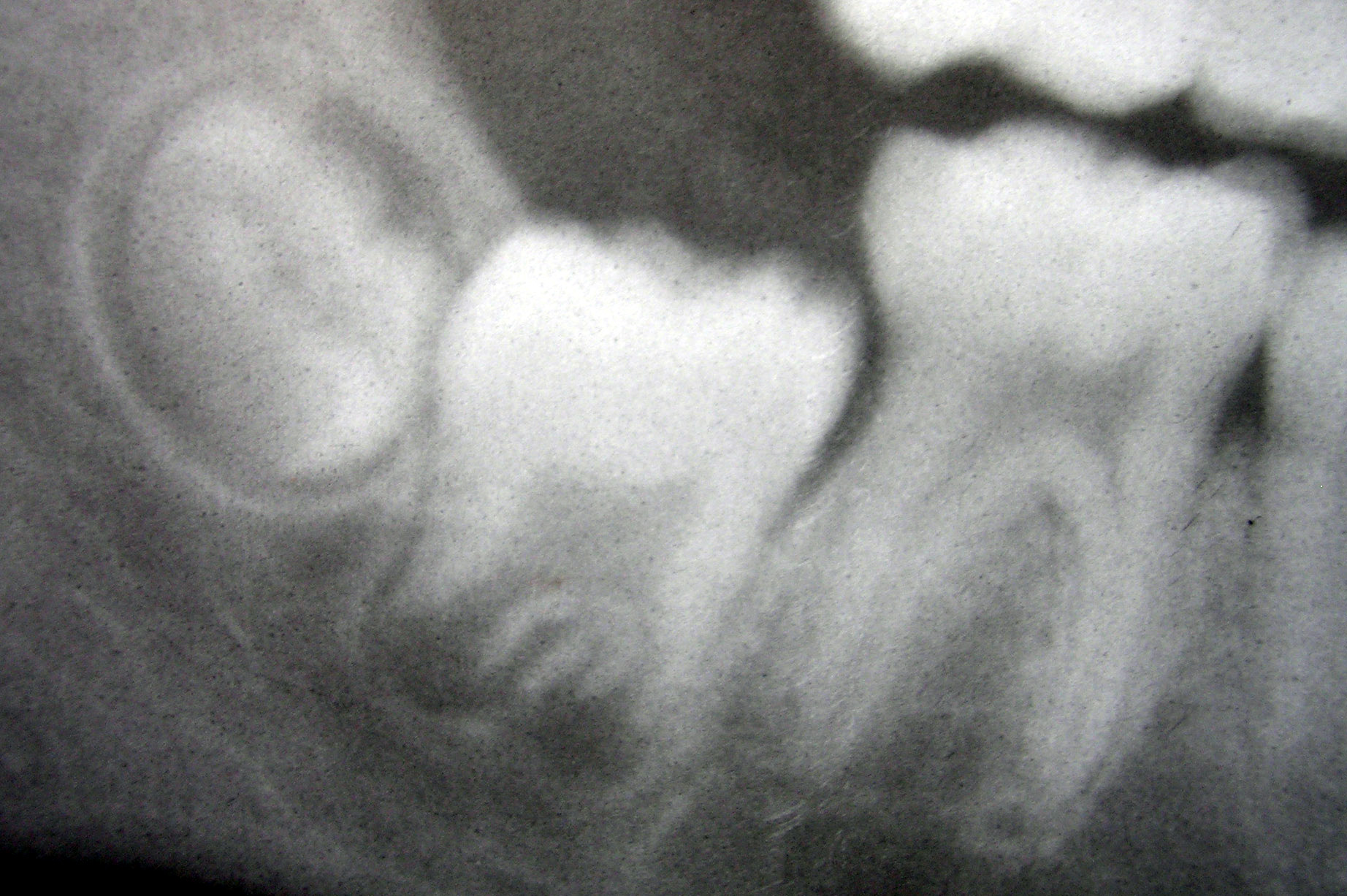
صورة شعاعيّة للأرحاء الأولى والثانية والثالثة السفليّة في مراحل مختلفة من التطوّر.

تطوُّر الأسنان عمليّة معقّدة يتشكّل فيها السن من خلايا جنينيّة وينمو ويبزغ في الفم. العديد من الأنواع المختلفة من الأحياء تمتلك أسناناً، والمثير للاهتمام أن عمليّة تطوُّر هذه الأسنان مشابهة إلى حدٍ كبير عملية تطوُّرها عند الإنسان. عند الإنسان ينبغي أن تتطور الأسنان في مراحل جنينيّة مُعيّنة حتى يحصل الإنسان على بيئة فموية صحيّة أو مينا أو عاج أو مِلاط أو دواعم سنيّة سليمة. الأسنان الأوليّة تبدأ عادةً بالتشكُّل خلال تطوُّر الجنين بين الأسابيع السادس والثامن، أما الأسنان الدائمة فتبدأ بالتشكُّل في الأسبوع العشرين. وإذا لم يبدأ السنّ بالتطوُّر في هذه الأوقات أو قريباً منها، فإنها لن تتطوَّر على الإطلاق.
ركَّزت الكثير من الأبحاث على تحديد العمليات التي تبدأ تطوُّر الأسنان. ومن المقبول بشكل واسع أن هناك عاملاً داخل أنسجة القوس البلعوميّة الأولى، تكون هذه الأنسجة ضروريّة لتطوُّر السن.
يُقسم تطوُّر الأسنان إلى المراحل الآتية: مرحلة البرعم ومرحلة القلنسوة ومرحلة الجرس وأخيراً مرحل البلوغ. يُمثّلُ التصنيف السابق لمراحل تطوُّر السن محاولة لتصنيف التغيرات التي تطرأ باستمرار معاً، وكثيراً ما يكون من الصعب تحديد أي مرحلة من هذه المراحل يُصنَّف ضمنها تنامي سنّ في وقتٍ ما. تتعقّد هذه الحالة (تحديد أي مرحلة يتنامى فيها السن) بالمظهر المتنوِّع للمقاطع النسيجيّة المختلفة للسن النامي ذاته، والذي يظهر بمراحل تطوُّر مختلفة في وقت واحد. أي أنه من الممكن أن تخوض عدة أسنان مراحل تطوُّر مختلفة في الوقت ذاته.
برعم السن (أحياناً تُدعى جرثومة السن) هو تجمُّع للخلايا التي ستُشكِّلُ السن فيما بعد. تنتظم هذه الخلايا في ثلاثة أجزاء: العضو المينائي والحليمة السنيّة والجريب السنّي. يتألف العضو المينائي من ظهارة مينائية خارجية وظهارة مينائية داخلية والشبكة النجميّة والطبقة المتوسطة. ستعطي هذه الخلايا أرومات المينا التي ستنتج المينا والظهارة المينائية المنضمرة. يُشكِّلُ نمو خلايا عروة العنق داخل أعماق الأنسجة يتشكَّل غمد هيرتويغ الظهاري لجذر السنّ، الذي يُحدِّدُ شكل جذر السن. بينما تحتوي الحليمة السنيّة على خلايا تتطور إلى أرومات سنيّة وهي الخلايا التي ستُشكّل العاج. بالإضافة إلى أن الوصل بين الحليمة السنيّة والظهارة المينائية الداخليّة يُحدِّد شكل تاج السن. الجريب السنيّ سيعطي لاحقاً ثلاث أنماط خلويّة هامّة: أرومات الملاط وأرومات العظم وأرومات الليف. تُعطي أرومات الملاط فيما بعد ملاط السن، أما أرومات العظم فستعطي العظم السنخيّ المتواجد حول جذور الأسنان، أما أرومات الليف فتُطوِّرُ الأربطة الداعمة للسن وهي أربطة تصل السن بالعظم السنخيّ باتكازها على الملاط.

## البزوغ

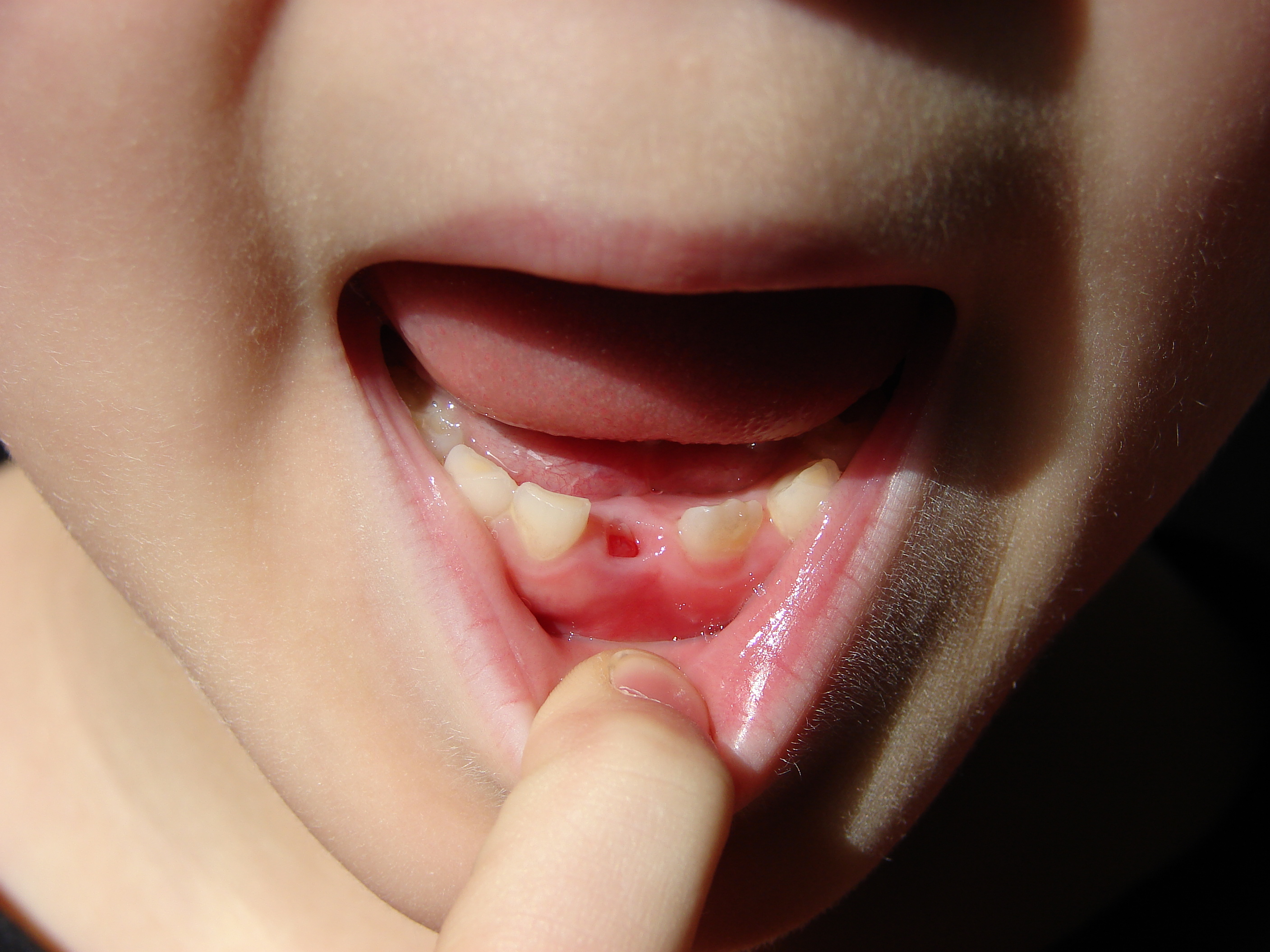
الأسنان السفليّة لطفل يبلغ من العمر سبع سنوات، يظهر في الصورة سن أوليّ (يسار)، سن أولي سقط (وسط)، وسن دائم (يمين)

البزوغ السنيّ عند البشر عمليّة تنبثق خلالها الأسنان داخل الفم وتصبح مرئيَّةً. تشير الأبحاث الحالية إلى أن الأربطة الداعمة للسن تلعب دوراً مهماً في بزوغ الأسنان. بدايةً تنبثق الأسنان الأولية داخل الفم قُرابة الشهر السادس حتى الثانية من العمر. تبقى هذه الأسنان في الفم حتى يبلغ الطفل السادسة من عمره، حيث تبدأ أول الأسنان الدائمة عادةً بالبزوغ، وتُسمَّى هذه المرحلة التي يمتلك خلالها الشخص (الطفل تحديداً) أسناناً أوليّة وأسناناً دائمة بالمرحلة المختلطة. تستمر المرحلة المختلطة حتى يخسر الإنسان آخر أسنانه الأوليّة وتبزغ آخر الأسنان الدائمة.
هناك العديد من النظريّات حول سبب بزوغ الأسنان. أحد هذه النظريّات تقترح أن تطوُّر جذر السنّ يدفعه باتجاه جوف الفم. فيما تحدَّثت نظرية أخرى دُعيت باسم نظرية الأرجوحة المُسندة والتي ظهرت بعد دراسة مجهريّة للسن، تحدَّثت هذه النظريّة عن رباط حول الجذر. اِكتُشف لاحقاً أن هذا «الرباط» ما هو إلا أثر من عملية إعداد الشريحة النسيجيّة. حالياً، الاعتقاد الأكثر شيوعاً أن الأربطة الداعمة للسن توفّر الزخم الرئيسي لعملية بزوغ الأسنان.
وقد تبيَّن أن بداية فقدان الأسنان الأوليّة يرتبط ارتباطاً وثيقاً بالمعايير الجسديّة والنفسيّة للاستعداد للدخول إلى المدرسة (في حالة بزوغ الأسنان الدائمة).[بحاجة لتوضيح]

## بنى داعمة

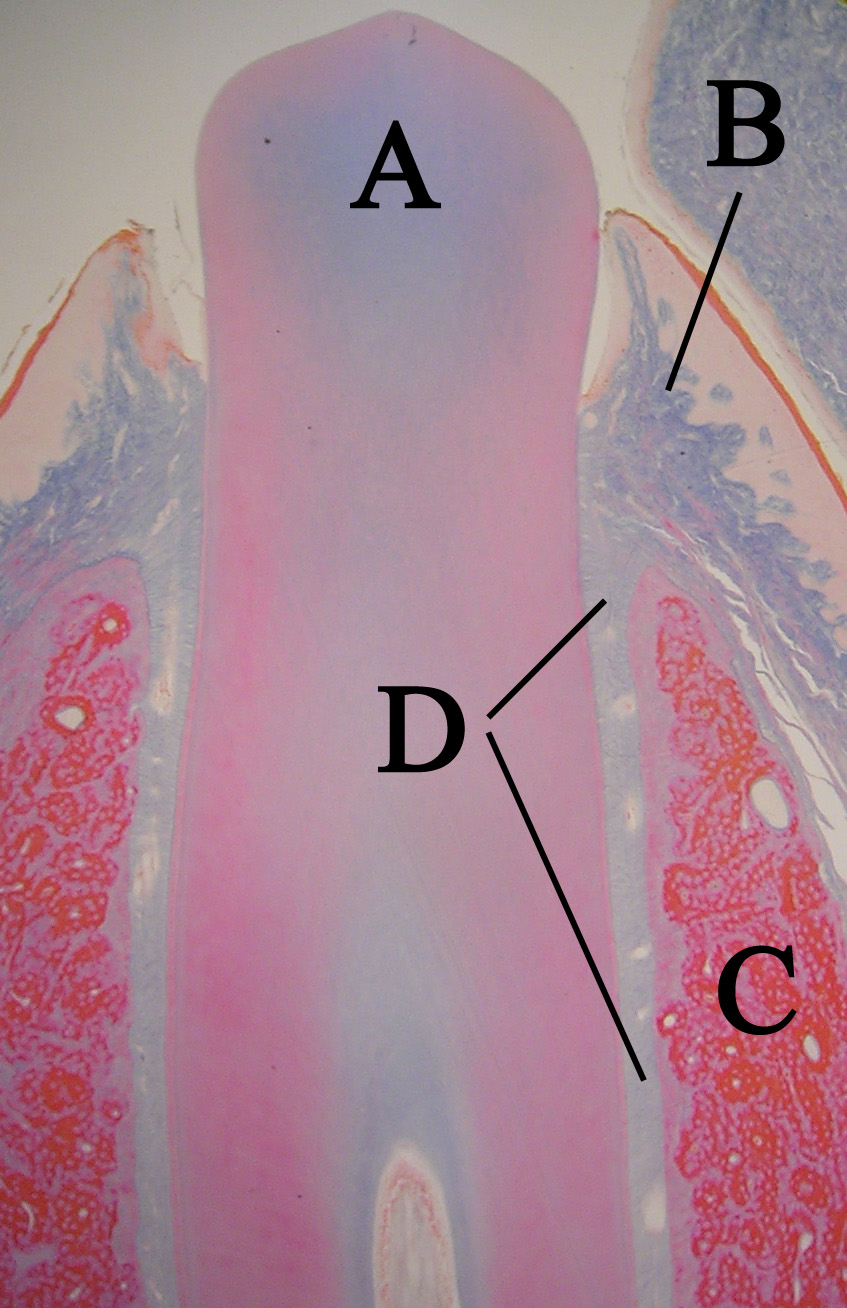
شريحة نسيجيّة لسن بازغ (بارز) ضمن الفم
A: السن
B: اللثة
C: العظم
D: أربطة داعمة للسن

النسيج حول السنيّ بنيةٌ داعمة للسن، تُساعد بارتباط السن بالأنسجة المحيطة وتسمح بأحاسيس اللمس والضغط. يتألف هذا النسيج من الملاط والأربطة الداعمة للسن والعظم السنخيّ واللثة، يُشكّل الملاط فقط مما سبق جزءاً من أجزاء السن. تربط الأربطة الداعمة للسن العظم السنخيّ بالملاط. بينما يحيط العظم السنخيّ بجذور الأسنان ليقدّم الدعم ويُشكِّلَ ما يُعرف باسم السنخ. أما اللثة فتمتد فوق العظم، وتكون ظاهرة في الفم.

### الأربطة الداعمة للسن
الرباط الداعم للسن عبارة عن نسيج ضام متخصِّص يربط ملاط السن بالعظم السنخيّ. يغطي هذا النسيج جذر السن من الجزء المواجه للعظم. يكون عرض كل رباط 0.15 وحتى 0.38 مم، ولكن هذا القياس يتضاءل مع التقدّم بالعمر. تتضمن وظائف الأربطة الداعمة للسن الربط بين السن والعظم ودعم السن وتشكيل وإعادة امتصاص العظم خلال حركة السن، كما وتتضمن البزوغ السنيّ والإحساس. تتضمن خلايا الأربطة الداعمة للسن بانيات العظم وهادمات العظم وأرومات الليف والبالعات وأرومات الملاط والخلايا الظهارية في فضالة ماليسيز. تتجمَّع كذلك الألياف، وهي تتألف بمعظمها من الكولاجين من النمط I و III، تتجمّع هذه الألياف في حزم وتُسمَّى وفق موقعها. تتضمّن مجموعات الألياف: العرف السنخيّ والألياف الأفقية والألياف المائلة والألياف حول القمة والألياف بين الجذور. يدخل التعصيب الحسيّ عموماً من العظم قميَّاً إلى السن، ويُشكِّل شبكة حول السن باتجاه عرف اللثة. عندما يُطبَّق ضغط على السن كما هو الحال أثناء المضغ أو القضم مثلاً، فإن الأسنان تتحرك قليلاً في سنخها وتطبِّق الضغط على الأربطة الداعمة للسن. ومن ثم ترسل الألياف العصبية المعلومات إلى الجهاز العصبي المركزي للتفسير.

### العظم السنخي
العظم السنخيّ هو عظم الفكّ الذي يُشكِّل الأسناخ حول الأسنان (كلٌ على حدى). وكأي عظم من عظام جسم الإنسان، فإن العظم السنخيّ يتعدَّل خلال الحياة باستمرار، حيث تقوم الخلايا بانيات العظم ببنائه فيما تقوم هادمات العظم بتدميره، خصوصاً إذا ما طُبِّقَت قوّة على العظم. كما هو الحال في حركة الأسنان أثناء ارتداء جهاز تقويم الأسنان، تمتلك المنطقة من العظم الخاضعة لقوة ضاغطة ناتجة عن حركة السن باتجاه السنخ، تمتلك هذه المنطقة مستوً عالٍ من الخلايا هادمات العظم مما يؤدي لارتشاف العظم هنا. بينما تمتلك المنطقة تتلقَّى الضغط من الأربطة الداعمة لسن يتحرَّك بعيداً عن السنخ الموافق له، تمتلك هذه المنطقة مستوَ عالٍ من بانيات العظم، مما يؤدي بالنتيجة لتشكُّل العظم.

### اللثة
اللثّةُ نسيجٌ مخاطيّ يمتد فوق الفكين. هناك ثلاث أنماط مختلفة من الظهاريات المرتبطة باللثة: ظهارة لثويّة وظهارة وصليّة وظهارة تلميّة. هذه الأنماط الثلاث من الخلايا تشكّل كتلة من الخلايا الظهارية تُعرف باسم الكُفِّة الظهاريّة بين السن والفم. لا تترافق الظهارة اللثويّة بشكل مباشر مع السن، كما أنها تكون مرئية في الفم. أما الظهارة الوصليّة فتتألف من الصفيحة القاعدية والجسيمات نصف الرابطة، وتُشكِّل اتصالاً مع الفم. أما الظهارة التلميّة فهي نسيج مسطّح غير متقرّن يتوضع على اللثة التي تلامس السن (ولكن هذه اللثة لا ترتبط بالسن).

## تسوس الأسنان

### اللويحة
اللويحة غشاء حيوي يتألف من كميات كبيرة من بكتيريا متنوعة تتشكَّل على الأسنان. إذا لم تزل هذه اللويحة بانتظام، فإنها ستتراكم مما سيؤدي إلى مشاكل حول السن كالتهاب اللثة. وفي وقتٍ معيّن، من الممكن أن تتمعدن اللويحات المتراكمة على طول اللثة، مما يؤدي إلى تشكُّل القلح أو الجير. المتعضيّات المجهريّة التي تُشكّل هذا الغشاء الحيوي في معظمها بكتيريا (بشكل رئيسيّ المكوَّرة العُقديّة واللاهوائيّات)، ويتغيّر تركيبها باختلاف مناطق الفم. تُمثّل بكتيريا العقدية الطافرة البكتيريا المرتبطة بتسوس الأسنان الأكثر أهميّةً.
تعيش أنواع محددة من البكتيريا على بقايا الطعام في الفم، وخاصةً على السكر والنشا. في غياب الأكسجين تنتج هذه الخلايا حمض اللاكتيك الذي يحلِّل الكالسيوم والفوسفور في المينا. تُعرف هذه العملية باسم «نزع المعادن»، وهي تؤدي إلى تدمير الأسنان. يقوم اللعاب تدريجيّاً بتعديل الحموض، حيث يعمل على رفع درجة حموضة سطح السن الحرجة، والتي تُقدّر بـ5.5، هذا يؤدي إلى «إعادة تمعدن» أي إعادة المعادن التي تحلَّلت من المينا. إذا ما كان هناك وقتٌ كافٍ بين أوقات تناول الطعام سيتمكّن حينها السن من إصلاح نفسه. جديرٌ بالذكر أن اللعاب غير قادرٍ على اختراق اللويحات، مما يؤدي إلى عجزه عن تعديل الحمض الذي تنتجه البكتيريا.

### النخور السنيّة

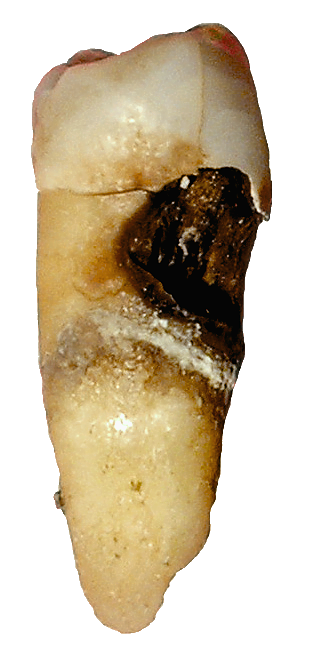
تسوس أسنان متقدّم على ضاحك.

نخور الأسنان أو تجاويف الأسنان، تُوصف كذلك بتسوّس الأسنان، مرض معدٍ يدمّر الأسنان. يمكن أن يؤدي هذا المرض إلى آلام وقد يؤدي إلى فقدان السن وحدوث عدوى. للنخور السنيّة تاريخ طويل، وكذلك يوجد دليل يظهر أن هذا المرض كان حاضراً في العصر البرونزي والحديدي والعصور الوسطى، وحتى قبل العصر الحجري الحديث. ارتبطت أكبر ظهورات للتسوّس بتغيُّرات النظام الغذائي. اليوم، ما تزال النخور السنيّة أحد أشيع الأمراض حول العالم. في الولايات المتحدة، تُعتبر النخور السنيّة أشيع أمراض الطفولة المزمنة، وهي أكثر بخمس مرات تقريباً من الربو. وما تزال البلدان التي شهدت انخفاضاً عاماً في حالات تسوس الأسنان، ما تزال تشهد تفاوت في انتشار المرض. حيث تحدث 60 إلى 80 بالمئة من حالات تسوُّس الأسنان عند الأطفال في الولايات المتحدة وأوروبا في 20% من السكّان.
يُحدث تسوس الأسنان بفعل أنماط معينة من بكتيريا منتجة للحمض، كما تُسبِّب هذه البكتيريا الضرر الأكبر في حالة وجود الكربوهيدرات القابلة للتخمر كالسكروز والفركتوز والجلوكوز. تؤثر المستويات الحمضية الناتجة في الفم على الأسنان بسبب أن محتوى السن المعدني يجعله حسَّاساً لانخفاض درجة الحموضة. يمكن إجراء علاجات مختلفة وذلك باختلاف مقدار الضرر الذي تعرَّضت له الأسنان، وتضمن هذه العلاجات استعادة الشكل المناسب للسن ووظيفته وجماليته، ولكن حتَّى الآن لا يوجد طريقة معروفة لإعادة إنتاج كميّة كبيرة من بنية السن. وبدلاً من ذلك، تدعو منظمات صحة الأسنان إلى اتخاذ تدابير وقائية كتنظيف الأسنان المنتظم، وتعديل الأغذية لتجنُّب النخور السنيّة.

## العناية بالأسنان

### الحفاظ على صحة الفم

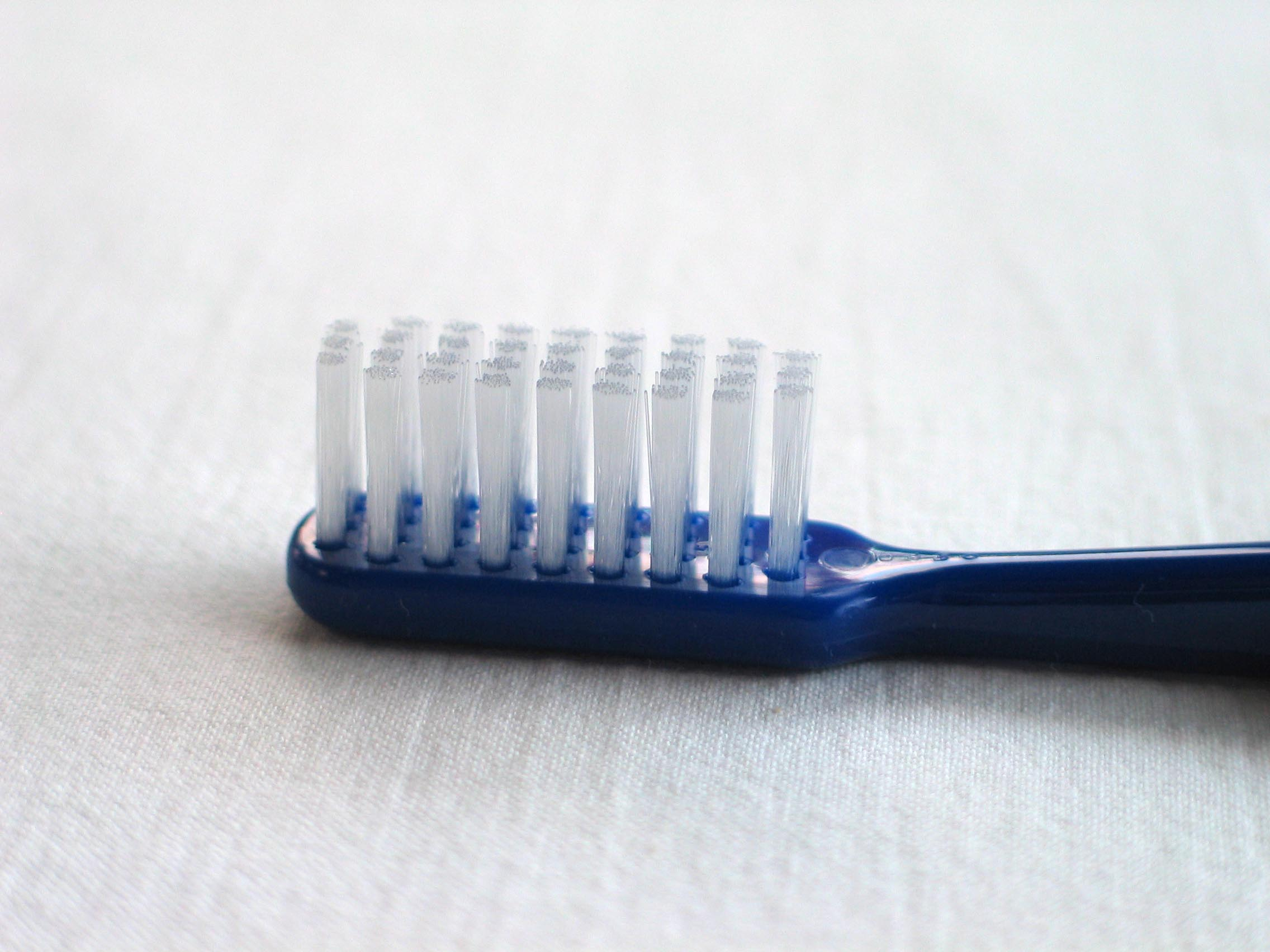
تُستخدم فرشاة الأسنان بشكلٍ واسع للمساعدة على الحفاظ على صحة الأسنان.

تشتمل الإجراءات المُتَّبعة للحفاظ على صحة ونظافة الفم كل الوسائل التي تمنع النخور السنيّة والتهاب اللثة وأمراض دواعم الأسنان المختلفة ورائحة الفم الكريهة والاضطرابات السنيّة الأخرى. تُصَنّف هذه الإجراءات إلى عناية شخصيّة واحترافيّة. التنظيفات المتكررة، التي يقوم بها عادةً أطباء الأسنان واختصاصيو صحة الأسنان تزيل الجير (البلاك أو اللويحات المتمعدنة) التي قد تتطور حتّى في ظل تنظيف الأسنان الحذر بالفرشاة والخيط. تتضمن الرعاية الاحترافية تقليح الأسنان وهي عملية إزالة الرواسب من الأسنان باستخدام أدوات وأجهزة سنيّة معينة.
الغرض من عملية تنظيف الأسنان هو إزالة البلاك (اللويحات السنيّة) الذي يتألف من العديد من البكتيريا. يُوصي اختصاصيّو العناية الصحيّة بتفريش الأسنان بانتظام مرتين يوميَّاً (في الصباح وفي المساء أو بعد الوجبات) من أجل منع تشكُّل البلاك (اللويحات السنيّة) والجير. يمكن لعملية تفريش الأسنان أن تزيل معظم البلاك (اللويحات السنيّة) باستثناء تلك الموجودة في المنطقة بين الأسنان. ونتيجةً لذلك، يُعتبر تنظيف الأسنان باستخدام الخيط ضروريّ للحفاظ على صحة الفم ونظافته. وعند استخدام الخيط بشكل صحيح، يزيل البلاك من المنطقة بين الأسنان وعند خط اللثة، حيث تبدأ معظم أمراض دواعم الأسنان والتي قد تتطوَّر إلى نخور.
شاع أيضاً استخدام فرشاة الأسنان الكهربائيّة باعتبارها أداة تُساعد على الحفاظ على صحة ونظافة الفم. حيث يمكن لمُستخدم فرشاة الأسنان العاديّة غير المَعُوق وبتحريك جيّد للفرشاة أن يحقِّقَ على الأقل نتائج مرضية كتلك التي تحققها أفضل فراش الأسنان الكهربائيّة، ولكن المُستخدم غير الُتَدَرِّب على استخدام الفرشاة نادراً ما يُحقّق أي من هذه النتائج. لا تتساوى جميع فراش الأسنان الكهربائيّة في فعاليتها وحتى الفرشاة المُصَمَّمة بشكل جيّد تحتاج إلى استخدامها بشكل ملائم للحصول على نتائج جيّدة، ولكن «تميل فراش الأسنان الكهربائيّة إلى مساعدة الناس غير المجيدين لتنظيف أسنانهم والذين بسبب ذلك لديهم مشاكل صحيّة فمويّة.» أهم ميزة لفراش الأسنان الكهربائيّة قدرتها على مساعدة الناس الذين لديهم صعوبة في اكتساب مهارات الحركة، كمرضى التهاب المفاصل الرثياني.

### العلاجات الوقائيّة
يُوصى غالباً بالمعالجة من تسوُّس الأسنان باستخدام الفلوريد للحماية ضد النخور السنيّة. كما تُقلِّل فلورة المياه ومكملات الفلوريد من حدوث تنخر الأسنان. حيث يساعد الفلوريد على منع تسوس الأسنان عبر ربط بلورات هيدروكسي أباتيت في المينا. يجعل الفورايد المُدمج المينا أكثر مُقاومةً لإزالة التمعدُن وبالتالي أكثر مقاومة للتسوّس. يُوصى كذلك باستخدام الفورايد الموضعي كمعاجين الأسنان المُزوَّدة بالفلورايد وغسولات الفم المزوّدة به، وذلك بغية حماية سطوح الأسنان. جديرٌ بالذك أن العديد من أطباء الأسنان يقومون بتطبيق محاليل الفلوريد الموضعيّة كجزء من عمليات التنظيف الروتينيّة.
موانع تسرُّب الأسنان كذلك معالجة وقائيّة تُستخدم غالباً لتوفير حاجز ضد البكتيريا والتنخُر على سطوح الأسنان. يمكن أن تبقى موانع التسرُب لمدة عشر سنوات وتُستخدم بالدرجة الأولى على سطوح المضغ لضواحك الأطفال والشباب البالغين، خاصّةً الذين يجدون صعوبةً في تفريش أسنانهم أو تنظيفها باستخدام خيط الأسنان بشكل فعّال. تُطبَّق موانع التسرُّب في عيادة طبيب الأسنان، وفي بعض الأحيان يُطبّقها اختصاصي الصحة السنيّة وهو إجراء مماثل تقنيّاً وكلفةً لتطبيق الفلورايد.

## الترميم

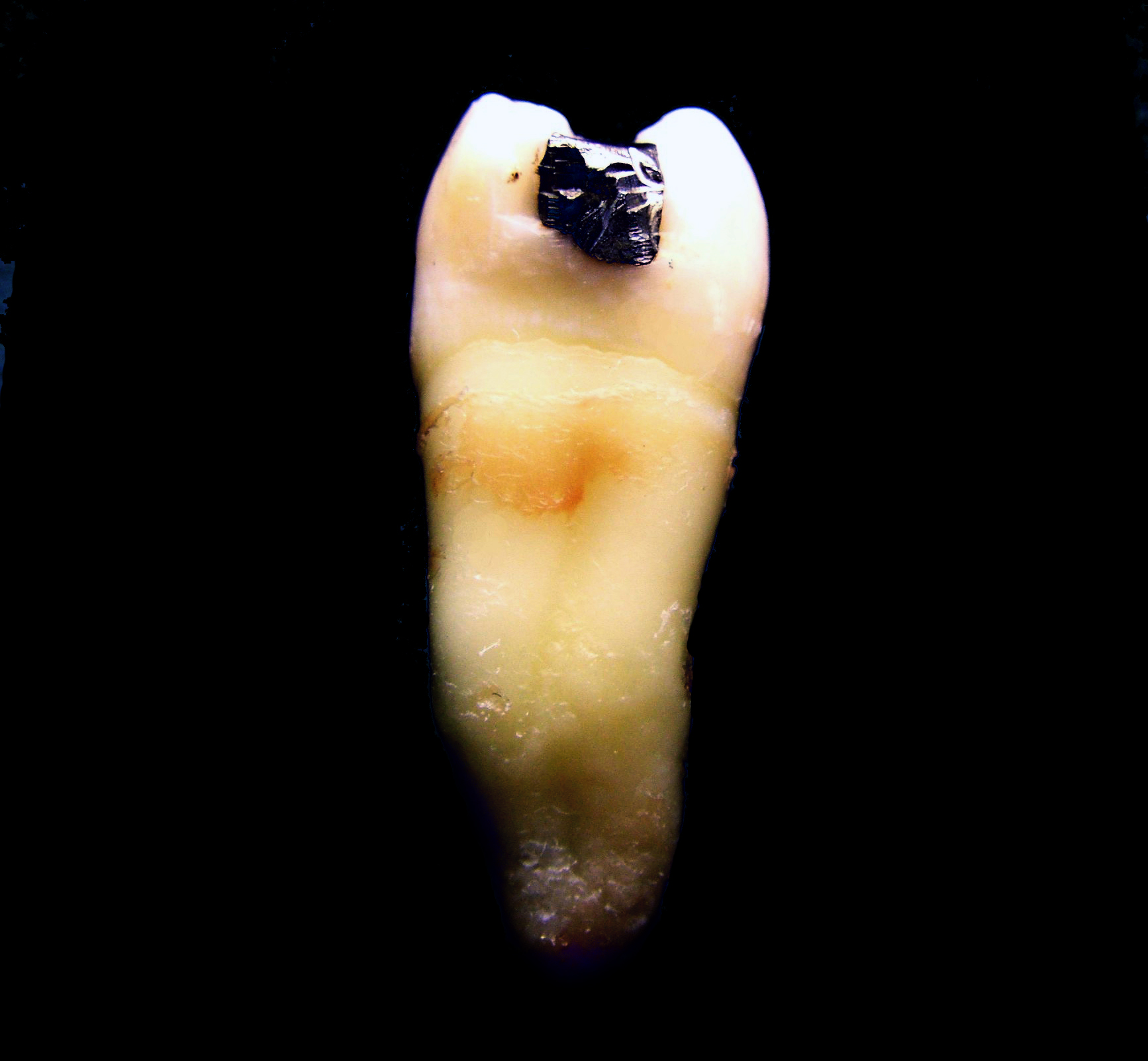
ضاحك مُرَمَّم.

في حالة تأذي السن أو فقدان جزء منه، يمكن أن يُرَمَّم الجزء المفقود منه وذلك بعدة وسائل. يمكن أن تُصنَع الحَشَوات من مواد عدّة بما في ذلك البورسلان السنيّ أو الأملغم (الحشوة المَلْغَمِيّة) أو الكومبوزت (الحشوة الضوئيّة). تُوضع الحشوات (المُعاوِضَات) الصغيرة داخل السن ويُشار إليها «الحشوة داخل التاجيّة». يُمكن أن تُشكَّل هذه الحشوات بشكل مباشر في الفم أو يمكن أن تُلقَى عبر تقنية السبك بالشمع الضائع. ولكن في حالة فقدان كمية أكبر من السن، تُستخدم «حشوة خارج التاج» كما هو الحال في التاج الصنعي أو الفينير، وذلك بغية استعادة السن.
عندما يُفقد سنٌ بالكامل يمكن حينها استخدام طقم الأسنان أو الجسور أو القيام بزراعة أسنان، يمكن استخدامها كبدائل للسن الطبيعيّ. وعادةً ما تكون أطقم الأسنان الأقل تكلفةً، في حين أن زراعة الأسنان هي الإجراء الأغلى ماديَّاً. يمكن أن يقوم طقم الأسنان مكان عدة أقواس في الفم، أو قد يقوم مقام عدد محدود من الأسنان جزئيَّاً. تملأ الجسور الفراغات الصغيرة بين الأسنان وتستخدم سنّاً مجاوراً لدعم عملية الترميم. بينما تُستخدم زراعة الأسنان لاستبدال سن مفرد أو سلسلة من الأسنان. وعلى الرغم من كون زراعة الأسنان الخيار العلاجي الأكثر تكلفةً، إلا أنها غالباً الترميم الأكثر رغبةً وذلك بسبب جماليتها ووظيفتها. قد تُستخدم غرسات الأسنان (زراعة الأسنان) من أجل تدعيم وظيفة الأسنان.

## الشذوذات

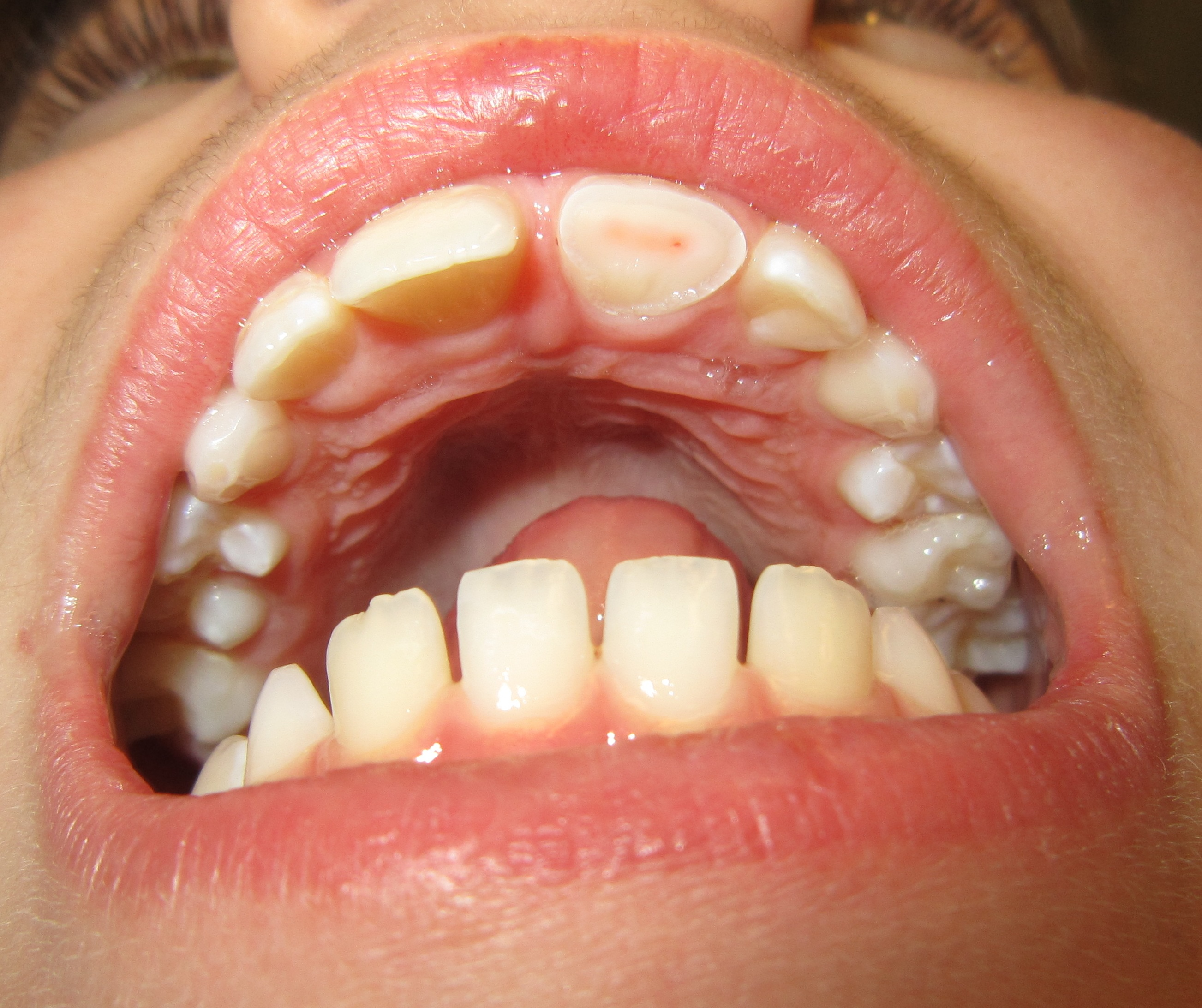
سن أمامي علوي مكسور، ويظهر في الصورة اللُّب وسط السن المكسور باللون الوردي.

يمكن تصنيف شذوذات الأسنان تبعاً لما إذا كانت عائدة لأسباب بيئيّة أو أسباب تطوريّة. تظهر الشذوذات البيئية لسبب واضح، بينما قد لا يكون هناك سبب واضح لحصول شذوذ تطوُّريّ. قد تؤثّر القوى البيئية على السن خلال تطوّره أو قد تدمّر بنية الأسنان بعد التطوّر أو قد تغير لون السن خلال أي مرحلة من مراحل التطور أو قد تُبدّل مسار بزوغ السن. بينما تؤثر تشوهات التطور الأكثر شيوعاً في عدد وقياس وشكل وبنية الأسنان.

### بيئية

#### التبدلات خلال تطور الأسنان
تدوم شذوذات (تشوّهات) الأسنان التي تحدث بفعل عوامل بيئية خلال تطوّر الأسنان لمدة طويلة. لا يتجدّد الميناء والعاج بعد أن يتمعدنان بدايةً. نقص تنسُّج الميناء حالةٌ تكون فيها كميّة نسيج الميناء غير كافٍ. يؤدّي هذا إما إلى حفر أو أثلام (أخاديد) في منطقة السن أو غياب واسع لمنطقة الميناء. الكتامة المنتشة للميناء لا تؤثر في كمية الميناء ولكن تغير مظهرها. للميناء شفافية مختلفة عن باقي أجزاء السن. أما في حالة الكواتم المتاخمة للميناء فيمتلك حينها الميناء حدود حادّة حيث تنخفض الشفافية وتظهر بلون أبيض أو لون القشدة أو أصفر أو بني. جميع تلك الحالات قد تحدث بسبب عوامل تغذويّة، أو داء الطفح (جدري الماء ومرض الزهري الخلقيّ)، أو الداء البطني غير المُشخّص وغير المُعالج، أو نقص كلس الدم أو تسمم الأسنان بالفلور أو إصابة الولادة أو الولادة المبكرة أو العدوى أو الصدمة في سن لبنيّ. تسمم الأسنان بالفلور حالةٌ تنتج عن تناول كميات كبيرة من الفلورايد وتقود إلى تبقّع السنّ باللون الأصفر أو الأسود أو قد يكون مُنَقَّرَاً في بعض الأحيان. في معظم الحالات، لا تُدرك عيوب المينا التي تحدث بسبب الداء البطنيّ، والتي قد تكون المظهر الوحيد لهذا المرض في ظل غياب أي أعراض أخرى أو علامات، وقد تُعزى خطأً إلى أسباب أخرى، كالتسمُّم بالفلور. غالباً ما يُشار إلى نقص تنسُّج المينا الناتج عن مرض الزهري بسن هوتشينسون، والذي يُعتبر جزء من ثلاثية هوتشينسون. نقص تنسُّج تورنر جزء مفقود من المينا أو ناقص منه على الأسنان الدائمة وعادةً من عدوى سابقة من الأسنان الأوليّة القريبة. وقد يحدث نقص التنسُّج كنتيجة للمعالجة ضد الأورام.

#### تدمُّر الأسنان بعد تناميها
يحدث تدمُّر الأسنان (غير الناتج عن نخور سنيّة) كعمليّة فيزيولوجية طبيعية ولكن قد تحدث بشدّة حتى تصبح حالة مرضيّة. الانسحال حالة فقدان بنية الأسنان بواسطة قوى ميكانيكية من السن المُعاكس. يحدث الانسحال بدايةً مؤثِّرَاً على المينا وإذا لم يتم التحقّق منه قد يمتد إلى العاج الأساسيّ. السحج فقدان بنية السن بواسطة قوى ميكانيكية من عنصر أجنبيّ. إذا كانت هذه القوة تبدأ عند الوصل الملاطي المينائي، وبعدها يكون التقدُّم في خسارة السن يمكن أن يكون سريعاً لأن المينا رقيق جداً في هذه المنطقة من السن. أحد المصادر الشائعة لمثل هذه القوى استخدام فرشاة الأسنان بعنف. التآكل أيضاً هو الخسارة في بنية السن بسبب تحلل كيميائي بالحموض لا لسبب بكتيريّ. يحدث تخرُّب الأسنان في حالات النهام العصبيّ عند الناس عادةً بسبب تآكل الأسنان نتيجة تعرّض الأسنان لحموض المعدة الموجودة في القيء. هناك أيضاً مصدر آخر للحموض المُسبِّبة للتآكل وهو المص المتكرر لعصير الليمون. أيضاً حالة Abfraction هي حالة خسارة بنية السن بسبب قوى مُثنية (عاطفة). فعندما ينثني (ينعطف) السن تحت الضغط، تتلامس الأسنان مع بعضها بعضاً، وهذا ما يُعرف بالإطباق وهذا ما يؤدي إلى تطبيق شد على جانب واحد من السن وحدوث انضغاط على الجانب الآخر. ويُعتقد أن ها يؤدي إلى انخفاضات بشكل حرف V على الجانب الواقع تحت الشد وانخفاضات بشكل حرف C على الجانب الخاضع للانضغاط. عندما يحدث تدمر السنّ عند جذور الأسنان، يُشار حينها إلى هذه العملية بالارتشاف الداخليّ عندما تُسبِّبُها خلايا داخل اللُّب، أو الاترشاف الخارجيّ عندما تُسبِّبُها خلايا في الرباط الداعم للسنّ.

#### التلون
قد يحدث تلون الأسنان أو تصبّغها بسبب بقع بكتيرية أو التبغ أو الشاي أو القهوة أو الأطعمة التي تحتوي على كميّة وافرة من الكلوروفيل (اليخضور) أو مواد الترميم السنيّ أو بسبب بعض الأدوية. فقد تُحدث التصبُّغات الناجمة عن البكتيريا تلوُّنات متنوعة من الأخضر أو الأسود أو البرتقاليّ. قد يحدّث التلوُّن باللون الأخضر بسبب الأطعمة الحاوية على الكلوروفيل أو التعرُّض الشديد للنحاس أو النيكل. الأمالغم وهي مادة ترميم سنيّ شائعة، قد تؤدي إلى حدوث تحوُّل في المناطق المجاورة للسن إلى اللون الأسود أو الرماديّ. الاستخدام طويل الأمد للكلورهيكسيدين وهو غسول للفم قد يشجّع تشكل تصبُّغات خارجيّة بالقرب من اللثة على السن. من السهل عادةً بالنسبة لمختص التنظيف لإزالتها. قد يحدث تلون الأسنان بسبب اضطرابات جهازيّة أيضاً، البرفريّة المكونة للحمر الخلقيّة أو داء غونثر تُسبِّب توضّع البوفيرينات في السنّ، مما يؤدي إلى تلوّن أحمر-بنيّ. أما التلوّن باللون الأزرق فقد يحدث في حالة البيلة الألكابتونية وبشكل نادر مع مرض باركنسون. كما قد تؤدي أمراض كانحلال الدم الوليدي ورتق القناة الصفراوية إلى تلوُّن الأسنان باللون الأخضر بسبب توضُّع البيليفيردين. أيضاً، قد تؤدي الصدمات إلى تغير لون السن إلى اللون الوردي أو الأصفر أو الرمادي الغامق. تظهر أيضاً تلوّنات الوردي والأحمر أيضاً عند المرضى المصابين بالجذام الورميّ. قد تندخل بعض الأدوية كالتيتراسايكلن في بنية السن مُسبِّبَةً تصبُّغ جوهريّ للسن.

#### تبدلات البزوغ
قد تتبدَّل عمليّة بزوغ الأسنان بعوامل بيئيّة. فعندما يتم إيقاف عملية البزوغ السنيّ قبل أوانها تتأثر الأسنان. السبب الأكثر شيوعاً لإصابة الأسنان هي نقص المساحة في الفم لتوضّع السنّ. أسبابٌ أخرى أيضاً كالأورام والخراجات والصدمات وتسمّك العظم أو الأنسجة الرخوة. القسط السنيّ حالة تبزغ فيها الأسنان داخل الفم، ولكن ينصهر الملاط أو العاج بالعظم السنخيّ، قد يؤدي هذا الأمر بالشخص إلى الاحتفاظ بالسنّ الأوليّ بدلاً من الحصول على سن دائم مكانه.
توجد تقنيّة لإحداث تبديلات في تقدُّم عمليّة البزوغ السنيّ الطبيعيّة يستخدمها أطباء الأسنان بغية تسريع أو تأخير اندفاع بعض الأسنان لأسباب تتعلَّق بالمساحة أو بغثة منع ازدحام الأسنان و/أو تباعدها. إذا تم اقتلاع سن أوليّ قبل أن ينجح جذر السن الدائم بالوصول إلى ثلث نموه الكليّ، سيتأجل حينها بزوغ السن الدائم. وعلى العكس من ذلك، إذا ما نمت جذور سن دائم أكثر من ثلثي نموها الكليّ، فإن بزوغ السنّ سيصبح أسرع. ومن غير المعروف ماذا سيحدث إذا كان الجذور قد نمت بين ثلث وثلثي نموها الكليّ.

### تطورية

#### شذوذات العدد
- انعدام الأسنان وهي حالة نقص تام لنمو الأسنان
- زيادة عدد الأسنان هي حالة وجود عدد من الأسنان أكثر من العدد الطبيعيّ
- نقص الأسنان وهي حالة غياب تطوُّر (تنامي) سن واحد أو أكثر
  - كما قد يُستخدم مصطلح قلّة الأسنان لوصف حالة غياب 6 أسنان أو أكثر.

قد تؤدي بعض الاضطرابات الجهازيّة إلى زيادة عدد الأسنان بما في ذلك متلازمة أبير وفي خلل التعظُّم الترقويّ القحفيّ ومتلازمة كروزن ومتلازمة إهلرز-دانلوس ومتلازمة غاردنر ومتلازمة ستيرج ويبر. بينما قد تؤدي بعض الاضطرابات الجهازيّة إلى نقص عدد الأسنان كمتلازمة كروزن وخلل التنسّج الأديمي الظاهريّ ومتلازمة إهلرز-دانلوس ومتلازمة غورلين.

#### شذوذات القياس
- صغر الأسنان حالةٌ تكون فيها الأسنان أصغر من القياس المعتاد.
- ضخامة الأسنان حالة تكون فيها الأسنان أكبر من القياس المُعتاد.

حالة صغر سن واحد أكثرُ احتمالاً أن تحدث في القاطع العلوي الجانبيّ (الوحشيّ). السن ثاني أكثر احتمالاً أن يُصاب بحالة صغر السن هو الأرحاء الثالثة (أضراس العقل). ومن المعروف أن ضخامة في جميع الأسنان تحدث في حالة العملقة وفرط تنسّج الغدة الصنوبريّة. قد تحدث هذه الحالة على جانب واحد من الوجه في حالات تضخُّم نصف الوجه.

#### شذوذات الشكل

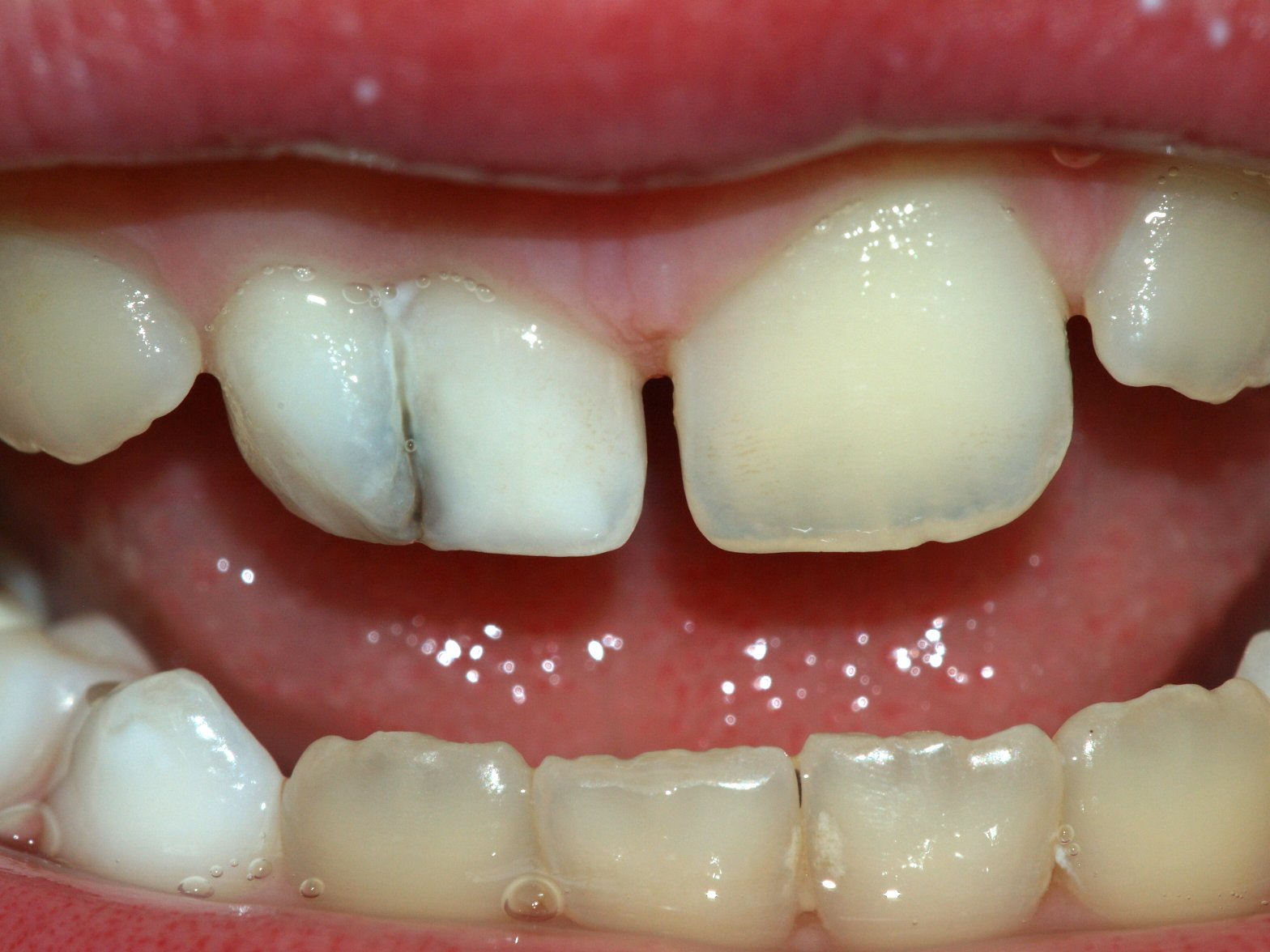
التحام سنين قاطعين.

- التشدُّد (التضاعف) حالة تحدث عند انفصال الأسنان النامية بشكل غير كامل، مما يؤدي لتشكُّل سنين اثنين.
- الالتحام حالة اتحاد سنين مجاورين خلال التطور (التنامي).
- الالتحام الملاطيّ حالة ينصهر فيها سنّان اثنين منفصلان، ينصهران فقط في جزء الملاط.
- الشُرُفات الإضافيّة هي حالة توجد فيها شُرُفات إضافيّة على السن وقد تكون شُرفة (حدبة) تالون أو حدبة كارابللي.
- السن المُستبطن هي حالة انغلاف عميق في السن تُسبِّب ظهور سن داخل السن.
- المينا المنتبذ هي حالة تتواجد فيها طبقة المينا في موقع غير معتاد، مثلاً جذر السن.
- أسنان الثور حالة يتضخم فيها جسم السن والحجرة اللبيّة كذلك، وتترافق مع متلازمة كلاينفيلتر والمتلازمة الشعريّة-السنيّة-العظميّة ومتلازمة ثلاثية إكس ومتلازمة XYZ.[69]
- فرط تكون الملاط هو تشكُّل مفرط للملاط، قد ينتج عن صدمة أو التهاب أو ضخامة الأطراف أو حمى روماتيزمية أو مرض بادجيت للعظام.[69]
- التفلُّع حالة انحناء في الجذر قد تحدث بسبب صدمة تصيب السن خلال التشكُّل.
- جذور زائدة حالة يتواجد فيها عدد من الجذور أكبر من المعتاد.

#### شذوذات البنية
- تخلق الميناء المعيب حالة لا يتشكَّل فيها الميناء بشكل صحيح أو قد لا يتشكَّل على الإطلاق.[70]
- تكون العاج المعيب حالة لا يتشكَّل فيها العاج بشكل صحيح ويترافق أحياناً مع تكون العظم الناقص.[71]
- خلل التنسُّج العاجيّ هو اضطراب قد تتأثر به جذور ولب الأسنان.
- خلل تنسُّج السن الناحيّ اضطراب يؤثّر على المينا والعاج واللُّب ويُسبِّب ظهور السن بمظهر «شبحيّ» في الصور الشعاعيّة.[72]
- فرق بين الأسنان حالة يكون فيها فراغ متواجد بين سنين، وتحدث بسبب عدم التوازن في العلاقة بين الفك وحجم الأسنان.[73]